# Reverend Schulzz

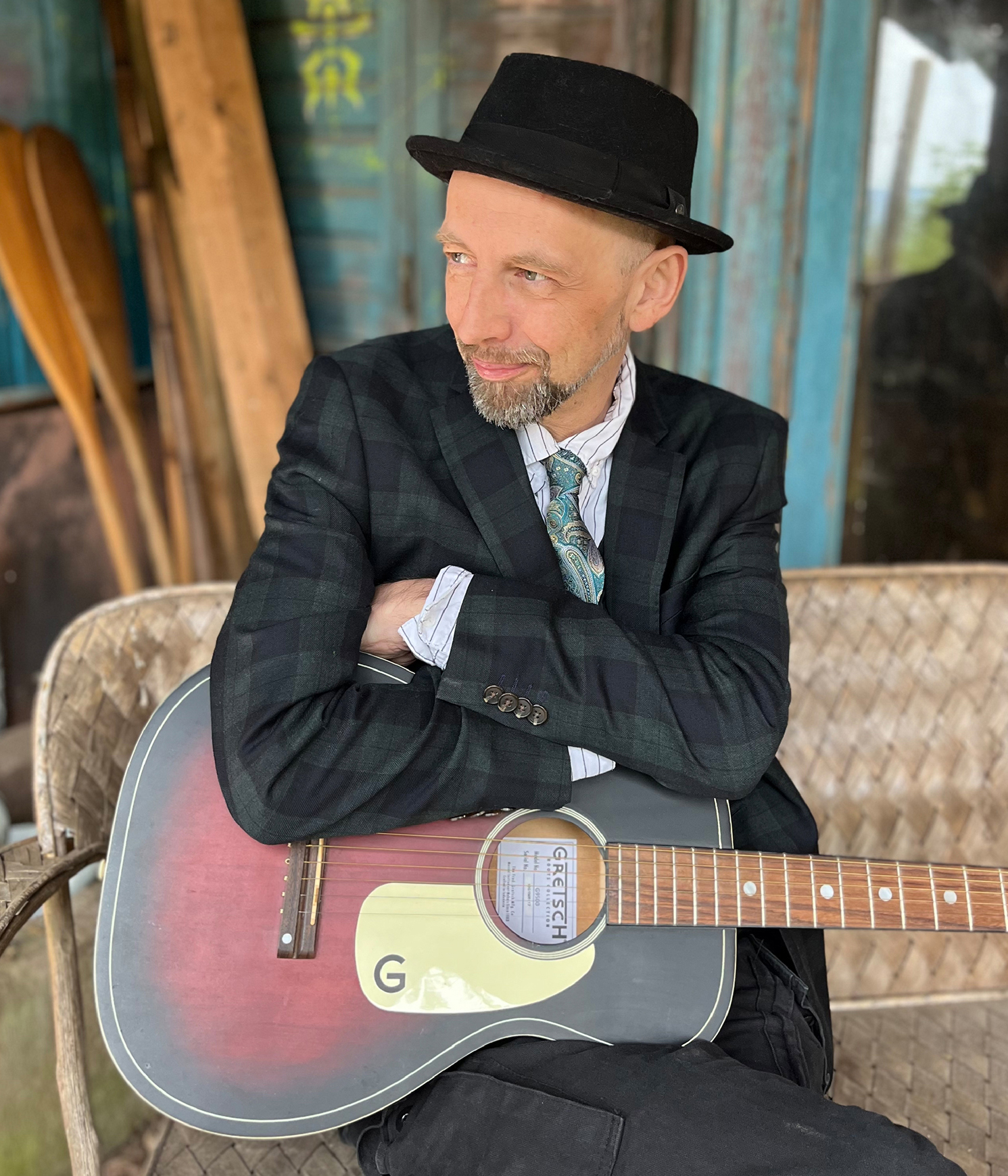
Reverend Schulzz 2022

Dirk Schulz (* 29. August 1965 in Hanau) bekannt als Reverend Schulzz, ist ein deutscher Singer-Songwriter, dessen englischsprachigen Songs fest im amerikanischen Folk verwurzelt sind. Schulzz singt, spielt Gitarre und Mundharmonika.

## Karriere
Von Beginn seiner Karriere an benutzte Schulz das Pseudonym Reverend Schulzz. Der Namenszusatz Reverend ist nicht religiös motiviert, sondern soll einen Bezug zur Blues-Szene herstellen, in der Beinamen wie Reverend Tradition haben. Aus dem Blues und vor allem dem Folk bezieht er stilistisch die Haupteinflüsse für seine Musik, weitere Einflüsse kommen aus dem Independent- und Alternative-Rock.  Den prägendsten Eindruck haben einerseits Bob Dylan und andererseits die Hardcore-Punk-Band Uncounted Faces of Death hinterlassen. Er selbst beschreibt seine Musik als „folk-based alternative singer/songwriter style“.
Live spielt Reverend Schulzz je nach Anlass alleine oder mit verschiedenen Begleitbands in unterschiedlichen Besetzungen. Mit einigen Musikern arbeitet Schulzz jahre- oder gar jahrzehntelang zusammen, so beispielsweise mit dem Gitarristen Andi Kerl oder dem Akkordeonisten Burkhard Rieger, der in den letzten Jahren sein konstantester Livemusiker war. In den Jahren ihrer Ehe spielte Schulzz′ Ex-Frau Julia die Singende Säge und tut dies bis heute gelegentlich.
Erste musikalische Erfahrungen sammelte Schulzz 1987 in der Gothic-Band The Rebirth.
1988 gründete Schulzz die Band The Swamp. Die Formation spielte punkigen Folk-Rock und löste sich bereits ein Jahr später wieder auf. Die einzige Veröffentlichung von The Swamp war ein im Selbstverlag herausgebrachtes, in Frankfurt aufgenommenes Live-Tape.
Mit dem Gitarristen Andi Kerl gründete Schulzz 1989 The Crow. Kerl und Schulzz arbeiteten über 25 Jahre zusammen, Kerl war Gitarrist in allen Reverend-Schulzz-Begleitbands und spielte bis 2015 auf allen Veröffentlichungen Gitarre. The Crow agierten zunächst als Duo und veröffentlichten ein schlicht The Crow betiteltes Tape mit 7 Stücken beim Hanauer Label Komista. Ab 1990 komplettierten der Bassist Olaf Gerstner und der Schlagzeuger Michael Huebenthal die Band. In dieser Besetzung veröffentlichten The Crow das Tape Ministrel Man und nahmen 1992 ihr Album Combat Folk Songs auf. Nachdem der Film The Crow in die Kinos gekommen war und nach personellen Umbesetzungen, beschloss die Band 1995 ihren Namen in Birdspookers zu ändern.
Neben seinen Aktivitäten mit den Birdspookers beteiligte Schulzz sich in den neunziger Jahren an verschiedenen Bands wie dem Punk-Trio Brainshakers oder mit Robsie Richter in der Surf-Punk-Band Los Wrestling Mariachis.
1998 veröffentlichte Schulzz sein erstes Soloalbum Mayfly. Auf dem Album, das er selbst produzierte, wurde er von Andi Kerl sowie der Sängerin Claudia Fink und dem Bassisten Oliver Kramer begleitet. 2005 folgte unter dem Namen Reverend Schulzz′s Birdspookers das Album First Division Town, das von Schulzz, Andi Kerl, Burkhard Rieger, Claudia Fink, dem Bassisten Gregor Wilkenloh und dem Schlagzeuger Holger Förster eingespielt wurde.
Diese Besetzung, allerdings mit dem neuen Schlagzeuger Christof Cho und um einige Gastmusiker ergänzt, veröffentlichte 2011 als Reverend Schulzz & The Holy Service die CD Hobo Submarine. Zu dem Song Drugstore Girl erschien ein von dem Comiczeichner und Maler Rautie gestaltetes Musikvideo.
Im Februar 2017 zog sich Schulzz mit dem Musiker und Produzenten Gero Takke in das abgelegene Haus einer Freundin in den Wäldern des Spessarts zurück. In der bewusst gesuchten Abgeschiedenheit nahmen die beiden das Album In the Land of the One Eyed Cat auf. Rautie ließ sich von jedem der auf dem Album enthaltenen Lieder zu einem Gemälde inspirieren und malte auch das Cover. Der CD liegt ein 24-seitiges Booklet bei, das die Songtexte von Schulzz und die Bilder von Rautenberg enthält. Die Bilder wurden zur Release-Party der CD ausgestellt und erschienen auch in einem Portfolio mit zwölf Kunstdrucken.
Die Aufnahmen zu Schulzz's fünftem Studioalbum Shanghaid entstanden zwischen November 2021 und Mai 2022 in Andi Kerls Studio Trusound Ranch. Das Album wurde von Reverend Schulzz und Andi Kerl produziert. Neben alten Weggefährten wie Kerl und Burkhard Rieger waren mit Boris Meixner (Gitarre), Stefan Kreuscher (Bass), Tom Ripphahn (Schlagzeug), Christian Kraus (Blasinstrumente), Benni Tiel (Percussions) und Tina Abour (Gesang) auch Musiker an den Aufnahmen beteiligt, mit denen Schulzz erstmals im Studio zusammenarbeitete. Die von der Hessischen Kulturstiftung unterstützte Produktion wurde im Februar 2023 von Cellarphon Records veröffentlicht. Unter der Regie von Daniel Siebert entstand ein Musikvideo zu der Albumauskopplung I never had a Hit.

## Biografisches und Privatleben
Schulzz wuchs in seinem Geburtsort Hanau auf und lebt dort bis heute. Er besuchte die Eberhard-Realschule in Hanau und legte sein Abitur am Wirtschaftsgymnasium der Kaufmännischen Schulen II in Hanau ab. Er studierte Theologie und Philosophie an der Johann Wolfgang Goethe-Universität in Frankfurt. Schulzz ist einmal geschieden und lebt in einer festen Partnerschaft. Er hat keine Kinder.

## Diskografie
Alben
- 1989 The Crow The Crow (Komista, Tape)
- 1991 The Crow Ministrel Man (Selbstverlag, Tape)
- 1992 The Crow Combat Folk Songs (Twang! Records)
- 1998 Reverend Schulzz Mayfly (Cellarphon Records)
- 2005 Reverend Schulzz’s Birdspookers First Division Town (Cellarphon Records)
- 2011 Reverend Schulzz & The Holy Service Hobo Submarine (Cellarphon Records)
- 2017 Reverend Schulzz In the Land of the One Eyed Cat (Cellarphon Records)
- 2023 Reverend Schulzz Shanghaid (Cellarphon Records)

Samplerbeiträge
- 2002 Hanau rocks on tolerance #1 (United Power Fields)
- 2005 Golden Trax from the Neighbourhood (United Power Fields)
- 2009 A Tribute to Rich Hopkins: The Godfather of Desert Rock (San Jacinto Records)
- 2015 Hanau rocks on tolerance #3 (United Power Fields)